# Kamejka lékařská
Kamejka lékařská (Lithospermum officinale) je léčivá a užitková rostlina z čeledi brutnákovitých.

## Etymologie
Českojazyčný název odkazuje na kamej, vědecký na kamenné semeno. Semeno kamejky opravdu připomíná malý lesklý bílý kamíneček.

## Využití
- sušené listy se užívaly ve formě čaje k potlačení srdečních potíží a k utlumení zvýšené činnosti štítné žlázy a také k utlumení krvácivosti a k zmírnění horečky.
- kořeny obsahují červené barvivo, které se užívalo k přibarvování másla a alkoholu.
- semena se užívala v minulosti proti močovým kamenům a lze z nich získat olej.

### Kamejkový olej - nová potravina
Kamejkový olej má vysoký obsah polynenasycených mastných kyselin z řady omega 3, kterých máme v naší stravě nedostatek. Na rozdíl od jiných olejů (např. lněný olej) není jejich zdrojem jen kyselina alfa-linolenová. Významný podíl zaujímá kyselina stearidonová (více než 15 %). Vzhledem k specifickému složení mastných kyselin a nutričně významnému obsahu kyseliny stearidonové bylo použití kamejkového oleje schvalováno jako jako nová potravina (potravina nového typu).
Olej lze přidávat jako funkční ingredienci do různých potravin. Na základě prováděcího nařízení EU č. 2017/2470 z roku 2018 je i celkový obsah kyseliny stearidované v různých potravinách (viz tabulka) limitujícím faktorem, jaký maximální podíl kamejkového oleje může být do těchto potravin přidán.
| Specifikovaná kategorie potravin | Maximální množství kyseliny stearidonové                                         |
| Mléčné výrobky a jejich analogy | 250 mg/100 g                                                                     |
| Mléčné výrobky a jejich analogy | 75 mg/100 g pro nápoje                                                           |
| Sýr a výrobky ze sýra | 750 mg/100 g                                                                     |
| Máslo a jiné tukové a olejové emulze včetně pomazánek (nikoli pro účely vaření nebo smažení)                                                                       | 750 mg/100 g                                                                     |
| Snídaňové cereálie | 625 mg/100 g                                                                     |
| Doplňky stravy podle definice ve směrnici 2002/46/ES, kromě doplňků stravy pro kojence a malé děti                                                                 | 500 mg/den                                                                       |
| Potraviny pro zvláštní lékařské účely podle definice v nařízení (EU) č. 609/2013, s výjimkou potravin pro zvláštní lékařské účely určených pro kojence a malé děti | V souladu se zvláštními nutričními potřebami osob, pro které jsou výrobky určeny |
| Náhrada celodenní stravy pro regulaci hmotnosti podle definice v nařízení (EU) č. 609/2013 a náhrady jídla pro regulaci hmotnosti                                  | 250 mg/jedna porce                                                               |